# Bentley 8 Litre
La 8 Litre è un'autovettura costruita dalla Bentley dal 1930 al 1931. 

## Contesto
Fu la più grande autovettura lussuosa prodotta dalla Casa automobilistica britannica prima dell'acquisto della stessa da parte della Rolls-Royce. Negli anni della sua commercializzazione era, per dimensioni, il più grande modello di vettura prodotto nel Regno Unito.
La 8 Litres montava un propulsore da 7983 cm³ di cilindrata. Era un motore in linea a sei cilindri tutto in ghisa. Il propulsore aveva quattro valvole e due candele per cilindro; entrambe le soluzioni tecniche erano modernissime e all'avanguardia per l'epoca; l'alesaggio era di 110 mm e la corsa di 140 mm.
Fu montata su due telai, uno dal passo di 3658 mm e un altro da 3962 mm.
Il modello contribuì a consacrare la Bentley come supremo costruttore di auto di lusso nel mondo. La vettura non raggiunse però gli obiettivi stabiliti dall'azienda, data la bassa produzione che non coprì le spese di fabbricazione; venduta a 2.250 sterline fu una delle vetture più esclusive e costose dell'epoca.
Un cambio a quattro rapporti manuali con una frizione monodisco a secco trasmettevano la potenza alla trazione posteriore. Le sospensioni erano a balestra semiellittica e furono installate sulle quattro ruote come il freno servoassistito. Il passo era compreso tra i 3658 mm ed i 3962 mm.
Due esemplari furono modificati dalle officine McKenzie, che misero mano al motore e alleggerirono il telaio. Una è stata venduta da un rivenditore londinese, mentre la seconda si ritiene sia in India.
Un esemplare venne convertito in versione coupé dalla carrozzeria Gurney Nutting nel 1931.
Furono prodotti solamente 100 esemplari, che oggi sono molto ricercati dai collezionisti: per questo è considerata una delle auto più prestigiose di tutti i tempi.